# Парадизо-Прата (Мачерата)
Парадизо-Прата (итал. Paradiso-Prata) насеље је у Италији у округу Мачерата, региону Марке.
Према процени из 2011. у насељу је живело 34 становника. Насеље се налази на надморској висини од 375 м.